# Europameisterschaften im Modernen Fünfkampf 2018
Die Europameisterschaften im Modernen Fünfkampf 2018 fanden vom 17. bis 23. Juli 2018 in Székesfehérvár, Ungarn, statt.
Erfolgreichste Nation war mit großem Abstand Frankreich, dessen Sportler fünf von sieben Titeln gewann, darunter sämtliche Titel bei den Herren, sowie im Einzel bei den Damen und im Mixed. Gastgeber Ungarn wurde mit einer Goldmedaille sowie je zweimal Silber und Bronze zweitbeste Nation im Medaillenspiegel. Aus den deutschsprachigen Ländern gelang einzig Deutschland mit Silber in der Herren-Staffel ein Medaillengewinn.

## Herren

### Einzel
| Platz | Land                   | Sportler        |
| ----- | ---------------------- | --------------- |
| 1     | Frankreich             | Valentin Prades |
| 2     | Ungarn                 | Ádám Marosi     |
| 3     | Vereinigtes Königreich | Joseph Choong   |

### Mannschaft
| Platz | Land       | Sportler                                              |
| ----- | ---------- | ----------------------------------------------------- |
| 1     | Frankreich | Valentin Prades Christopher Patte Valentin Belaud     |
| 2     | Ungarn     | Gergely Regős Bence Demeter Ádám Marosi               |
| 3     | Ukraine    | Pawlo Tymoschtschenko Andrij Fedetschko Denys Pawljuk |

### Staffel
| Platz | Land        | Sportler                           |
| ----- | ----------- | ---------------------------------- |
| 1     | Frankreich  | Simon Casse Brice Loubet           |
| 2     | Deutschland | Marvin Dogue Matthias Sandten      |
| 3     | Lettland    | Pāvels Švecovs Ruslans Nakoņečnijs |

## Damen

### Einzel
| Platz | Land                   | Sportlerin     |
| ----- | ---------------------- | -------------- |
| 1     | Frankreich             | Marie Oteiza   |
| 2     | Vereinigtes Königreich | Kate French    |
| 3     | Ungarn                 | Sarolta Kovács |

### Mannschaft
| Platz | Land       | Sportlerinnen                                    |
| ----- | ---------- | ------------------------------------------------ |
| 1     | Ungarn     | Sarolta Kovács Zsófia Földházi Tamara Alekszejev |
| 2     | Irland     | Natalya Coyle Sive Brassil Eilidh Prise          |
| 3     | Frankreich | Marie Oteiza Julie Belhamri Manon Barbaza        |

### Staffel
| Platz | Land     | Sportlerinnen                           |
| ----- | -------- | --------------------------------------- |
| 1     | Belarus  | Wolha Silkina Iryna Prassjanzowa        |
| 2     | Irland   | Kate Coleman Lenehan Eilidh Prise       |
| 3     | Russland | Jekaterina Churaskina Swetlana Lebedewa |

## Mixed
| Platz | Land       | Sportler                            |
| ----- | ---------- | ----------------------------------- |
| 1     | Frankreich | Marie Oteiza Valentin Prades        |
| 2     | Italien    | Alessandra Frezza Valerio Grasselli |
| 3     | Ungarn     | Sarolta Kovács Bence Demeter        |

## Medaillenspiegel
| Platz | Land                   | Goldmedaille | Silbermedaille | Bronzemedaille |
| 1     | Frankreich             | 5            | –              | 1              |
| 2     | Ungarn                 | 1            | 2              | 2              |
| 3     | Belarus                | 1            | –              | –              |
| 4     | Irland                 | –            | 2              | –              |
| 5     | Vereinigtes Königreich | –            | 1              | 1              |
| 6     | Deutschland            | –            | 1              | –              |
| 6     | Italien                | –            | 1              | –              |
| 8     | Lettland               | –            | –              | 1              |
| 8     | Russland               | –            | –              | 1              |
| 8     | Ukraine                | –            | –              | 1              |